# ОШ „Исидора Секулић” Савски венац
ОШ „Исидора Секулић” једна је од основних школа у Београду. Налази се у улици Гаврила Принципа 42, у општини Савски венац.

## Опште информације
Основна школа „Исидора Секулић” основана је 1962. године. Налази се у централном делу Београда на Савском венцу. Добила је име по Исидори Секулић, српској књижевници, академику и првој жени члану Српске академије наука и уметности. Дан школе је 23. мај.
Дана 10. марта 2018. године, Градска општина Савски венац и Секретаријат за образовање и дечју заштиту отворили су Сајам средњих школа у основној школи „Исидора Секулић”.